# عمارة إيطالية

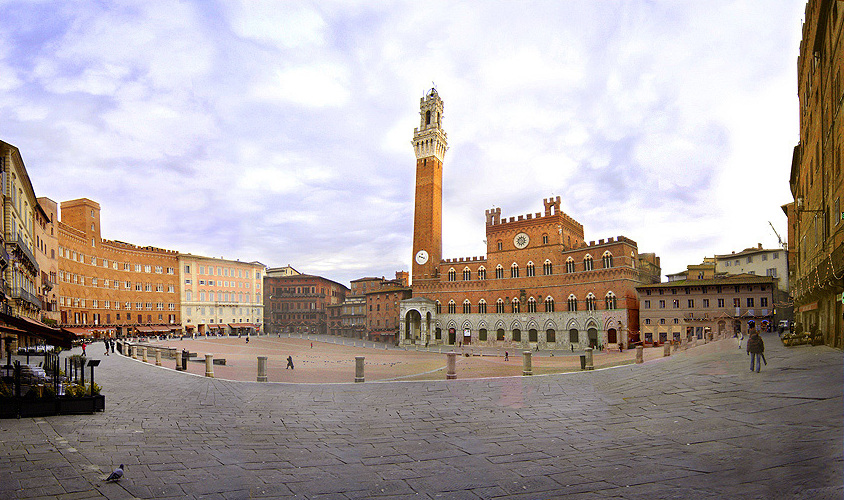
بياتزا ديل كامبو في سيينا. مثال ممتاز على فن العمارة الإيطالية في القرون الوسطى.

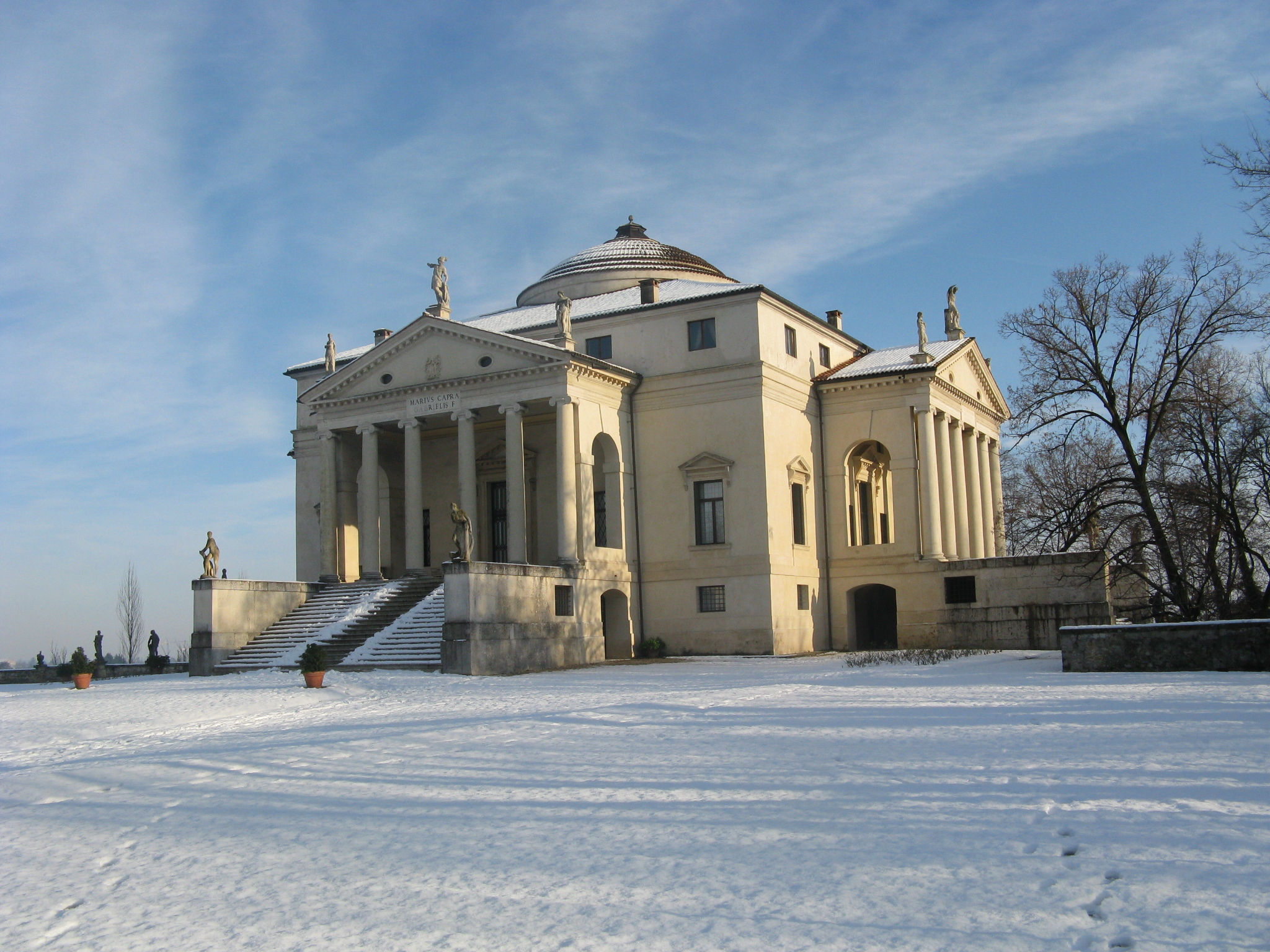
فيلا كابرا "لا ريتوندا" إحدى الفيلات البالادية في فينيتو.

العمارة في إيطاليا تشير إلى جميع أشكال هذا الفن في البلاد من مختلف الفترات التاريخية. تمتلك إيطاليا أسلوباً معمارياً واسعاً ومتنوعاً جداً والذي لا يمكن تصنيفه ببساطة وفقاً للفترات الزمنية وإنما عبر المنطقة أيضاً ويرجع ذلك إلى دور العديد من الدول المدن التي حكمت البلاد حتى عام 1861.
تفتخر إيطاليا بفترة طويلة من الطرز المعمارية المختلفة من النمط الكلاسيكي الروماني واليونانية والقوطية ونمط عصر النهضة والباروك والكلاسيكي الحديث والفن الحديث والمعاصر. تمتلك الأمة العديد من الآثار المعمارية مثل البانثيون والكولوسيوم وبرج بيزا المائل ومول أنطونيليانا في تورينو وبياتسا دل كامبو وكاتدرائية ميلانو وكاتدرائية فلورنسا والفلل البالادية في فينيتو وكنيسة القديسة مريم العظمى وفيلا أولمو وبرج بيريللي. كما أن إيطاليا موطن العديدين من مشاهير المهندسين المعماريين ومنهم من غير مجرى تاريخ العمارة مثل أندريا بالاديو (الذي أسس البالاديونية) وفيليبو برونليسكي وبرنيني ورينزو بيانو.

## من الكلاسيكي إلى القوطي

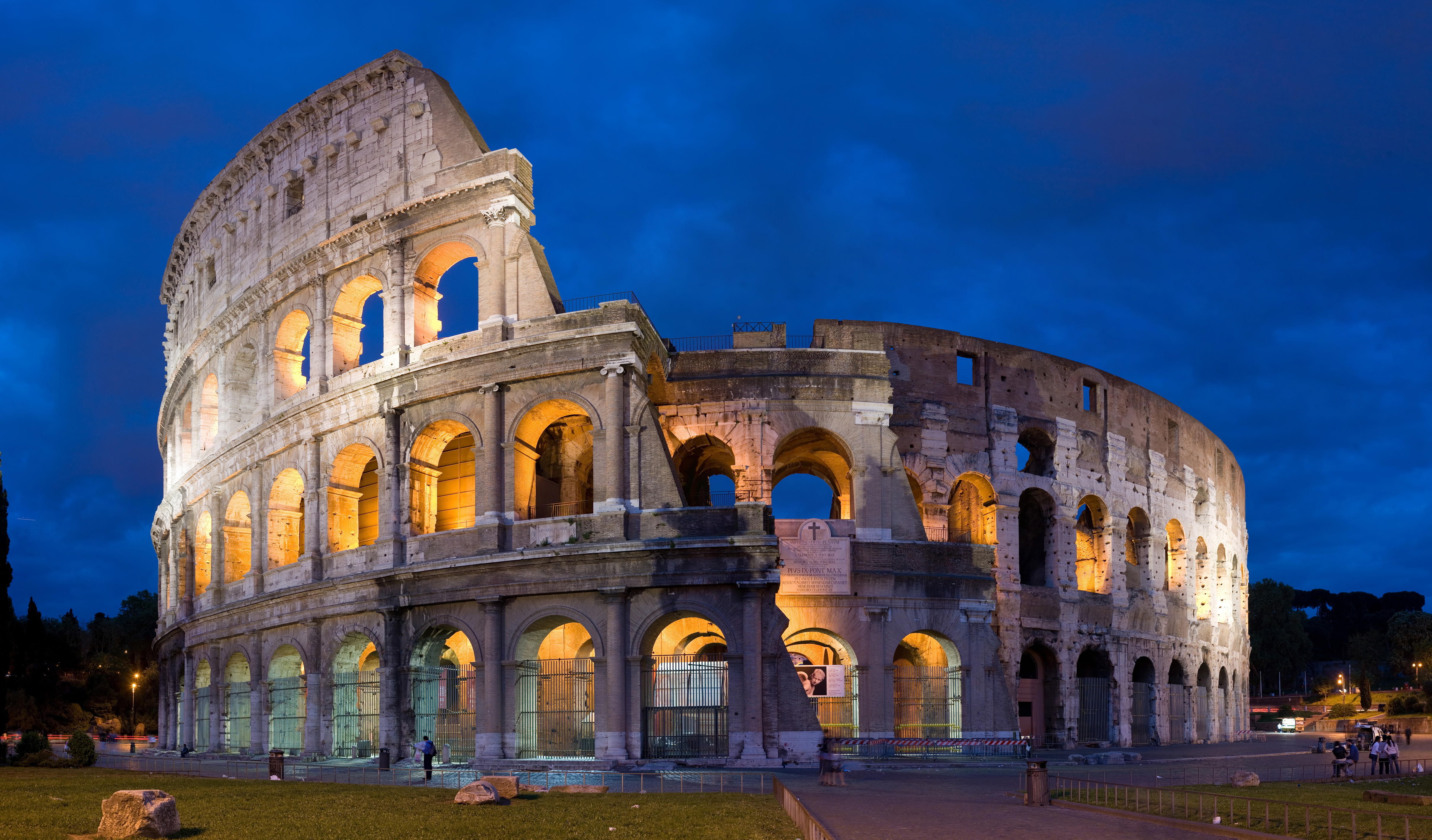
الكولوسيوم الروماني.

بدأ فن العمارة الإيطالية مع اليونان القديمة وروما القديمة والإتروسكان، حيث قامت كل حضارة منها ببناء المعابد والكنائس والأعمدة والمنتديات والقصور وقنوات المياه والجدران والحمامات العامة. كان للعمارة الرومانية تأثير كبير على إيطاليا والعالم الغربي. بما أن الإمبراطورية الرومانية توسعت جداً بحيث شملت مساحات واسعة من المناطق الحضرية، فإن المهندسين الرومان طوروا أساليب بناء مدني على نطاق واسع بما في ذلك استخدام الخرسانة. لم يكن بالإمكان أبداً إنشاء المباني الضخمة مثل البانثيون والكولوسيوم بالتقنيات السابقة. على الرغم من أن الخرسانة اخترعت منذ حوالي ألف سنة مضت في الشرق الأدنى، فإن الرومان وسعوا استخدامها من إنشاء التحصينات إلى مبانيهم وآثارهم الأكثر إثارة للإعجاب مستفيدين من القوة المادية وبتكلفة منخفضة. تمت تغطية القلب الخرساني في العمارة الرومانية للجدران بالجص والطوب والحجر والرخام متعدد الألوان بينما أضيف النحت الزخرفي المذهب للدلالة على السلطة والثروة.
ظهرت العمارة القوطية في إيطاليا في القرن الثاني عشر، لكنها لم تنضج إلى أسلوب متميز إقليمياً حتى القرن الثالث عشر، ويرجع ذلك جزئياً إلى عوامل جغرافية. نظراً للنضج في وقت متأخر نسبياً وتعرضها لتأثير الفن البيزنطي والكلاسيكي وحقيقة كون القرميد وليس الحجر هو عنصر البناء الأكثر شيوعاً وأن الرخام هو أكثر مواد التصميم المعماري انتشاراً، فإن فن العمارة القوطية الإيطالي يمتلك خصائص فريدة تميز تطوره عن ذلك الخاص بفرنسا، حيث نشأ أساساً.
لا تظهر الحلول المعمارية الجريئة والابتكارات التقنية للكاتدرائيات القوطية الفرنسية في نظيراتها الإيطالية إلا نادراً، باستثناء كاتدرائية ميلانو والتي تعد نتاج قرون طويلة من التعاون بين العقول الإيطالية والفرنسية والألمانية، فإن القليل من الكنائس الإيطالية تظهر المعالم القوطية كما هي في بقية أوروبا. من الأمثلة البارزة على فن العمارة القوطية الإيطالية: كاتدرائية أورفيتو وكاتدرائية سيينا، حيث تبرز البصمة الإيطالية في تصميم الواجهة.

## من النهضة إلى الحديث

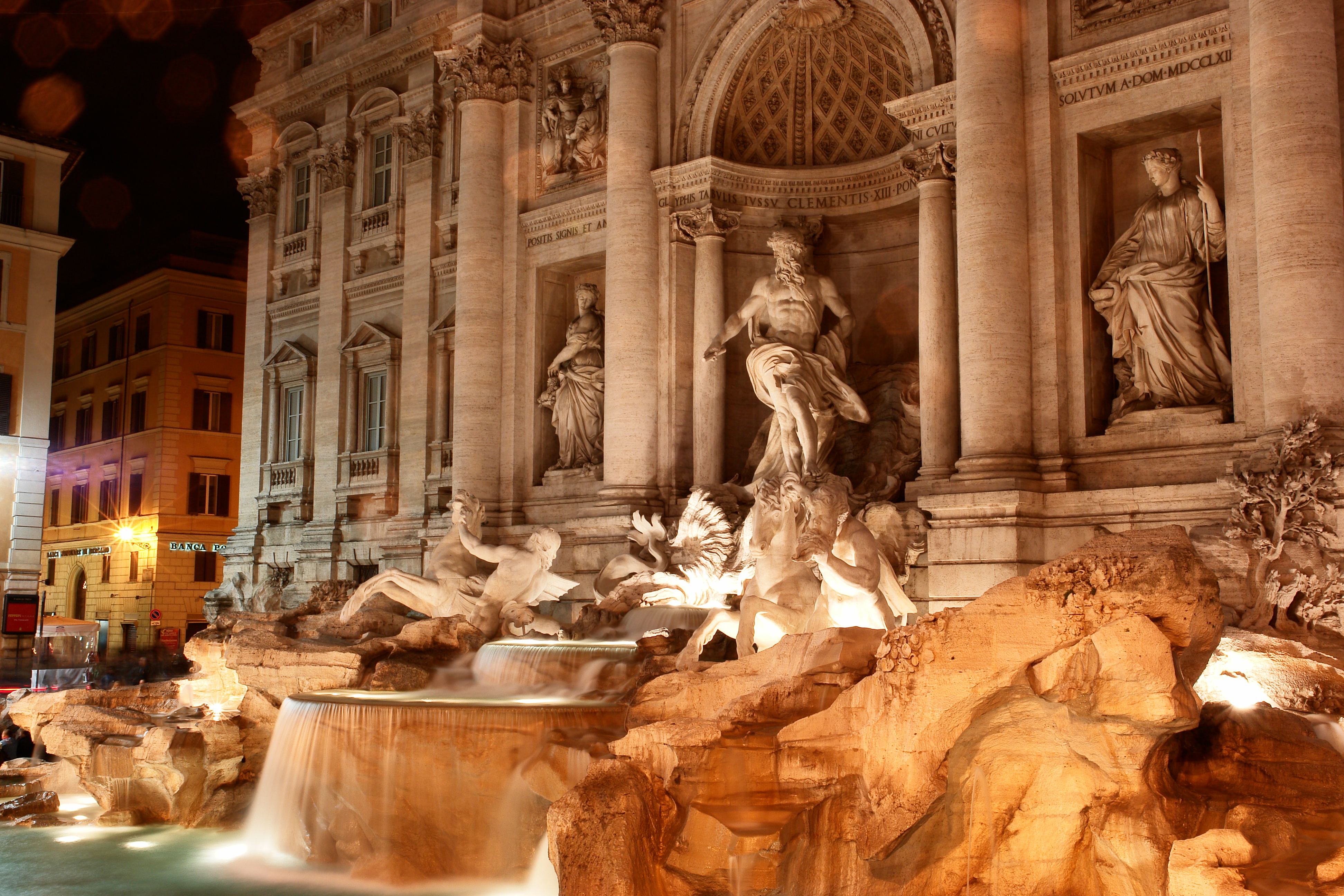
نافورة تريفي في روما، مثال على الباروك الإيطالي.

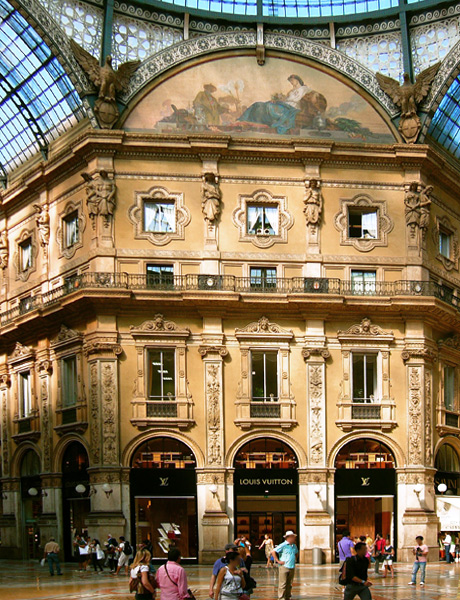
غاليريا فيتوريو عمانوئيل الثاني في ميلانو، بني في النصف الثاني من القرن التاسع عشر وكان أول مبنى يستخدم في بنائه الحديد والفولاذ في إيطاليا، ويعتقد بأنه أقدم المعارض التجارية في العالم.

كانت إيطاليا في القرن الخامس عشر وبالأخص مدينة فلورنسا مركز النهضة. نشأ الأسلوب المعماري الجديد في فلورنسا، ولم يتطور ببطء كما كان الحال مع النمط القوطي من الرومانيسك، لكنه تطور بمهارة المهندسين المعماريين الذين سعوا لإحياء الماضي أو «العصر الذهبي». تزامن هذا النهج العلمي لإحياء بنية قديمة مع إحياء التعليم عموماً، وقد ساهمت عدة عوامل في تحقيق هذا الهدف.
فضل المعماريون الإيطاليون دائماً النماذج واضحة التحديد والأعضاء الهيكلية ذات الهدف الواضح. تظهر هذه الميزات في العديد من المباني التوسكانية الرومانسكية، كما هو الحال في كنيسة فلورنسا وكاتدرائية بيزا.
أدّى وجود النواحي المعمارية القديمة ولا سيما في روما والتي لا تزال تظهر النمط الكلاسيكي، إلى توفير مصدر إلهام للفنانين في وقت اتجهت فيه الفلسفة أيضاً نحو الكلاسيكية.
أصبحت إيطاليا مركزاً رئيسياً للباروك الأوروبي مع بروز أنماط معمارية مختلفة من نمط الباروك وخاصة في جزيرة صقلية. في القرنين الثامن عشر والتاسع عشر بدأ نمط المباني الكلاسيكية الجديدة في الظهور في روما وتورينو وميلانو وجميع أنحاء إيطاليا. شهد القرن التاسع عشر أيضاً تشييد منشآت بارزة من العمارة الإيطالية، بما في ذلك غاليريا فيتوريو عمانوئيل الثاني في ميلانو، وهي واحدة من أقدم صالات العرض في العالم والتي أثرت على آخرين مثل غاليريا أومبرتو الأول في نابولي ومركز بيرلينجتون في لندن والباساج في سانت بطرسبرغ.
في القرن العشرين، شهدت إيطاليا أيضاً بناء صروح كبيرة عدة ابتداء من أسلوب الفن الحديث المعماري والذي سمي في إيطاليا باسم عمارة الحرية. تطورت العمارة العقلانية - الفاشية في العهد الفاشي واستمرت حتى عقد الأربعينيات من القرن العشرين. خلال تلك الفترة بنت إيطاليا أول الطرق السريعة في العالم بين ميلان وفاريزي في عام 1921 وأعمالاً معمارية عديدة بارزة في تلك الحين مثل لينغوتو فيات والذي كان حينها أكبر مصنع في العالم للسيارات. في الخمسينيات والستينيات من القرن سالف الذكر، بدأت ناطحات السحاب في الظهور في جميع أنحاء البلاد ومن أبرزها برج بيريللي وبرج فيلاسكا. من أبرز مباني القرن الحادي والعشرين الإيطالية معرض فييرا ميلانو في رو خارج ميلانو (أحد أهم وأكبر المعارض في أوروبا)، والخطط الجديدة لمعرض إكسبو 2015 ليكون في ميلانو أيضاً، حيث ستبنى ثلاثة ناطحات سحاب جديدة تسمى «لو ستورتو» و«ال كورفو» و«ال ديريتو»، وهي من تصميم مهندسين معماريين أجناب مثل زها حديد وأراتا إيسوزاكي ودانييل ليبسكيند. هذا المشروع أو إعادة التنمية الحضرية سيدعى «سيتي لايف» حيث سيتم تشييد مناطق مشاة وحدائق ومساحات خضراء وبحيرات ومجاري مائية في الشمال والغرب من ميلانو.

## القصور والفلل

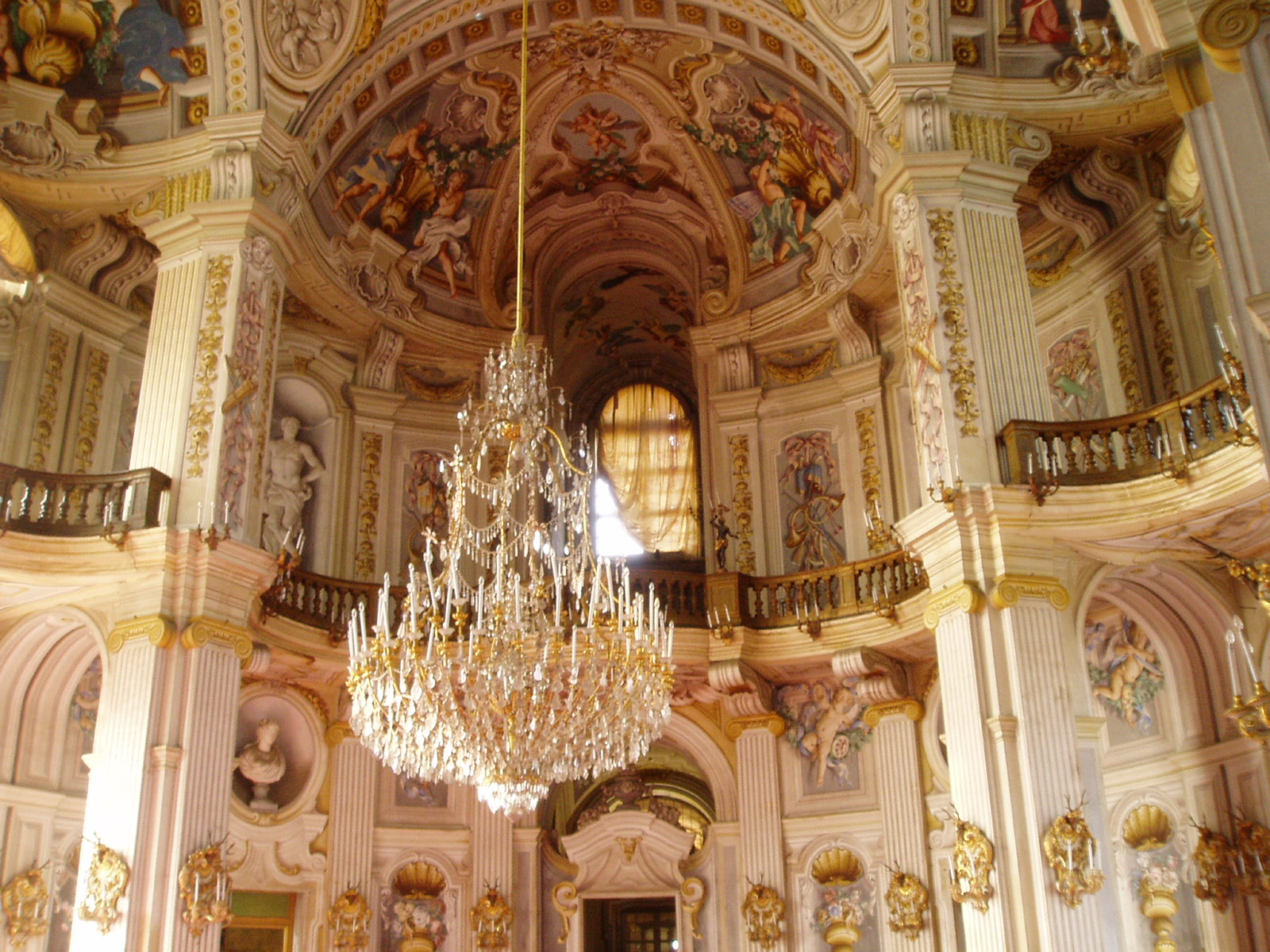
تفاصيل الصالة الرئيسية بالاتسينا دي كاكشيا في ستوبينيجي.

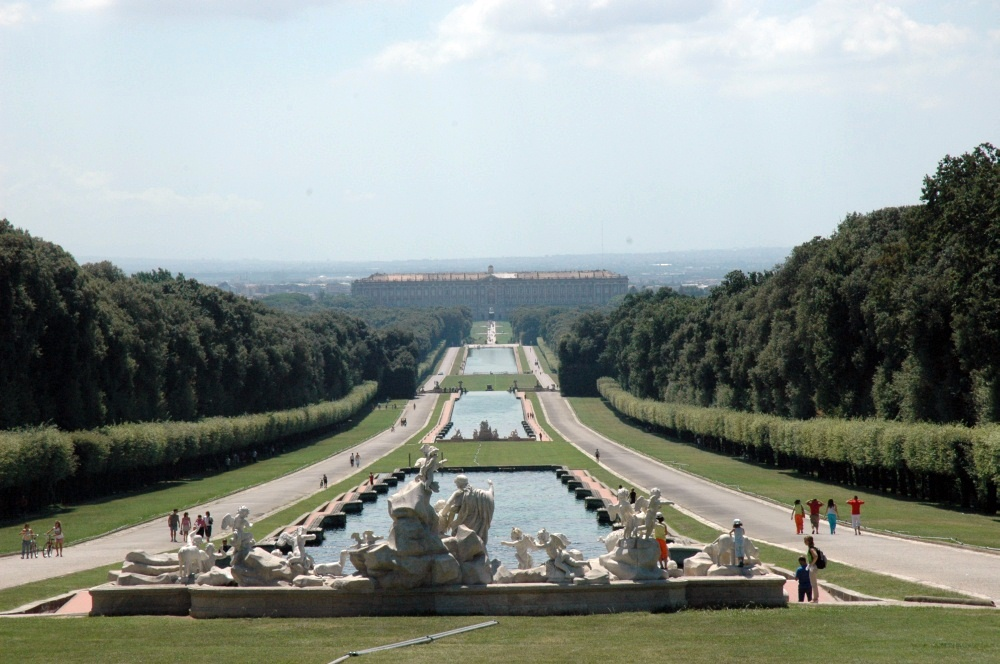
منظر لحدائق قصر كاسيرتا. أدرجت في عام 1996 ضمن مواقع التراث العالمي على أساس أنها أغنية البجع من فن الباروك.

تضم إيطاليا مجموعة واسعة من القصور في مختلف المدن ولا سيما روما وفلورنسا والبندقية وميلانو وتورينو وبولونيا ونابولي. بنيت هذه القصور وفقاً لطائفة واسعة من الأنماط المختلفة من العمارة الرومانية والبيزنطية والرومانسكية والقوطية وعمارة العصور الوسطى وعصر النهضة والباروك والروكوكو والكلاسيكية الجديدة والفاشية. تعتبر كلمة «قصر» باللغة الإيطالية ذات دلالة أوسع من نظيرتها الإنكليزية، ففي إيطاليا، القصر هو عبارة عن مبنى كبير فيه بعض الطموح المعماري وهو المقر الرئيسي لعائلة ذات شهرة أو مؤسسة أو حتى ما يمكن أن يسميه البريطانيون «كتلة من الشقق» أو مسكن. في البندقية يشار إلى معظم القصور بكلمة «كا» وهي اختصار لعبارة «كازا» بمعنى «بيت» باللغة الإيطالية، على سبيل المثال كا بيسارو أو كا ريتزونيكو.
من الأمثلة على القصور الإيطالية الكبيرة والشهيرة: قصر سبادا وقصر لاتيرانو وقصر كيرينالي في روما، قصر فيكيو وقصر بيتي في فلورنسا، قصر كارينيانو في تورينو وقصر كاسيرتا والقصر الملكي في تورينو والقصر الملكي في كابوديمونتي وقصر فيناريا قرب تورينو وقصر ماداما في تورينو والقصر الملكي في نابولي، بالاتسينا دي كاكشيا في ستوبينيجي بالقرب من تورينو وقصر ليتا وقصر ديل تي وكا دورو وكا فوسكاري وقصر دوجي وكا ريتزونيكو على سبيل المثال لا الحصر.

## الحدائق والفلل

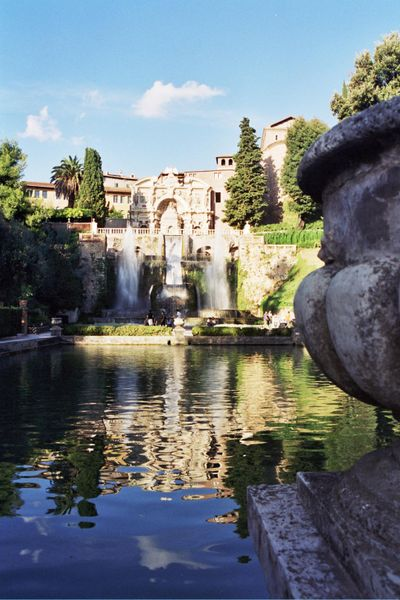
حدائق فيلا ديستي.

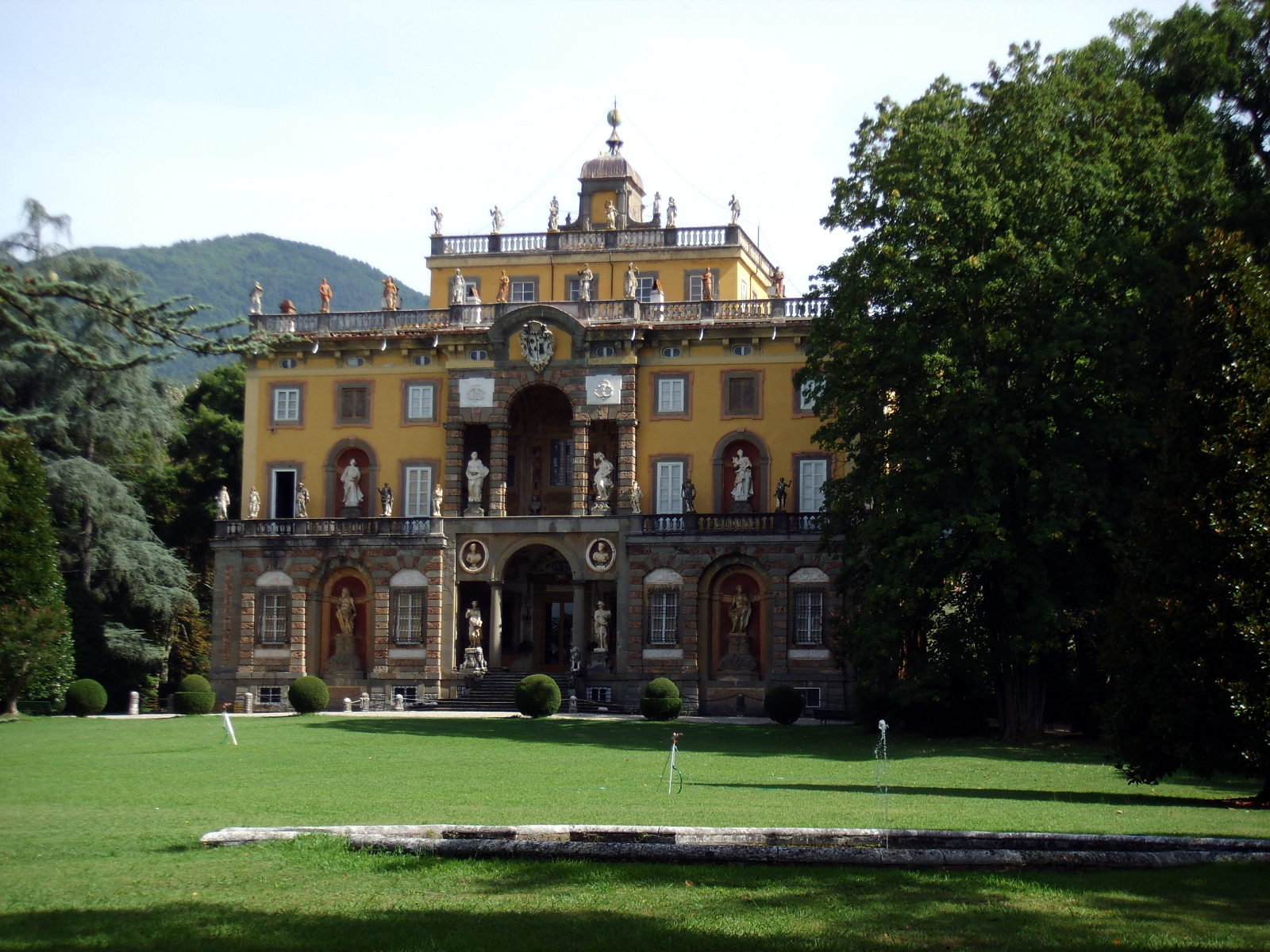
فيلا توريجياني في لوكا.

يوجد في إيطاليا عدة فيلات ذات حدائق رسمية بارزة وهي في معظمها ذات تصميم إيطالي مثل تلك في فيلا ديستي. مبادئها تضم هندسة وتناظراً ممتازاً وفرض النظام على الطبيعة. تأثرت الحدائق الإيطالية بالبستنة الرومانية ونظام النهضة الإيطالية، كما تم نسخها من قبل البلاطات الملكية الأخرى في جميع أنحاء أوروبا على مر القرون.
برزت حديقة عصر النهضة الإيطالية في أواخر القرن الخامس عشر في روما وفلورنسا، وقد استوحي تصميمها من المثل الكلاسيكية حول النظام والجمال، وكان القصد منها توفير مشهد ممتع من الحديقة والمناظر الطبيعية خلفها، والتمتع بالمشاهد والأصوات والنسائم من الحديقة نفسها.
في أواخر عصر النهضة أصبحت الحدائق أكبر وأعظم وأكثر تناظراً وكانت مليئة بالنوافير والتماثيل والغروتو وأجهزة المياه وغيرها من الميزات المصممة لإدخال البهجة إلى قلوب أصحابها وتسلية ونيل إعجاب الزوار. جرى تقليد النمط في جميع أنحاء أوروبا، حيث تأثر به تصميم الحدائق في النهضة الفرنسية والحديقة الإنكليزية.